# Karol II Zły

Herb hrabiów de Bourbon-Evereux

Karol II Zły (hiszp. Carlos el Malo; ur. 10 października 1332 w Évreux, Francja, zm. 1 stycznia 1387 w Pampelunie, Hiszpania) – hrabia Évreux i Beaumont w latach 1343–1387, król Nawarry w latach 1349–1387 i lord Albret.
Poza królestwem Nawarry w Pirenejach, posiadał rozległe ziemie w Normandii odziedziczone po ojcu, Filipie d'Évreux, oraz kompensacje, które otrzymała jego matka, Joanna II, za zrzeczenie się praw do tronu Francji oraz jej dziedzicznych lenn w Brie i Szampanii. Przez długie lata miał nadzieję na odzyskanie tych praw (jako wnuk króla Ludwika X), które stracił na mocy ugody z 1328.
W lutym 1352 w Chateau du Vivier, ożenił się z Joanną (1343–1373), córką króla Jana II Dobrego i Bonny Luksemburskiej.
Był zamieszany w zabójstwo (8 stycznia 1354) konetabla francuskiego i faworyta króla Jana II - Karola d'Espagne (hiszpańskiego). W związku z tym, król Jan zaatakował Évreux i Nawarrę. Karol II zawarł wtedy sojusz (Traktatu z Mantes) z księciem Edwardem - najstarszym synem króla Anglii - Edwarda III i powiększył swoje ziemie. W pewnych okresach wojny stuletniej był sojusznikiem Anglików oraz brał udział w stłumieniu rozruchów chłopskich we Francji znanych pod nazwą żakieria.
W 1361, po przedwczesnej śmierci swego kuzyna, księcia Filipa I z Burgundii, Karol zgłosił roszczenia do tytułu księcia Burgundii, argumentując to zasadami semisalicznymi, jako że był wnukiem Małgorzaty burgundzkiej - najstarszej córki księcia Roberta II z Burgundii (zmarłego w 1306). Mimo to, księstwo zostało przejęte przez króla Jana II, syna Joanny Burgundzkiej, drugiej córki Roberta, który legitymował się jako potomek najsilniej związany z tymi terenami.
Wysokie wydatki Karola wynikające z zaangażowanie Nawarry w konflikty zbrojne odbiły się dotkliwie na poddanych, co przyczyniło się do otoczenia władcy złą sławą i nadania mu przydomku Zły.
Zginął w tragicznych okolicznościach. W celach leczniczych, król został owinięty nasączonymi wódką prześcieradłami, które dodatkowo zostały zszyte. Służący podpalił świecą prześcieradła, co spowodowało śmierć w płomieniach Karola Złego.

## Potomstwo
Z żoną Joanną Francuską, Karol doczekał się siedmiorga dzieci:
- Marii z Nawarry (1360–po 1420), od 1393 żony Alfonsa Aragońskiego,
- Karola III Szlachetnego (1361–1425), który odziedziczył po nim tron,
- Bonny z Nawarry (1364–po 1389),
- Piotra z Nawarry (1366–1412), hrabiego Mortain, od 1411 męża Katarzyny d'Alençon,
- Filipa z Nawarry (1368–zm. w młodym wieku),
- Joanny z Nawarry (1370–1437), żony (1) księcia Jana V Bretońskiego, (2) króla Henryka IV Angielskiego,
- Blanki z Nawarry (1372–1385, w Olite), uczennicy w klasztorze Santa Clara à Estella.

Z Cataliną de Lizaso, Karol miał nieślubnego syna:
- Leonela, bastarda z Nawarry (1378–1413), rycerza, vicehrabiego Muruzabal de Andion,

Z Cataliną de Esparza, Karol miał nieślubną córkę:
- Joannę, bastarda z Nawarry (?-1413), od 1378 żonę Jana de Béarn.